# Dalcahue
Dalcahue é uma comuna chilena, localizada na Ilha Grande de Chiloé. A comuna pertence à Província de Chiloé, na Região de Los Lagos. Sua capital é a localidade de Dalcahue, localizada nas coordenadas 42° 22′ 45,5″ S, 73° 38′ 50,1″ O, às margens do canal homônimo.
A comuna limita-se: a norte com a comuna de Ancud; a oeste com o Oceano Pacífico; a leste com Quemchi; e a sul com a comuna de Castro.